# Becedas
Becedas es una localidad y municipio perteneciente a la provincia de Ávila, comunidad autónoma de Castilla y León, España. Pertenece a la comarca del Alto Tormes.

## Topónimo
El topónimo deriva de biezo, voz de uso regional que significa 'abedul'. Es preciso tener en cuenta que las condiciones ambientales del lugar son nítidamente indicativas de la referencia a un ecotipo de turberas, brezales y abedules (véase el topn. cercano de Tremedal, frecuentemente aplicado a las turberas). Coromines identifica una forma *BETTIUS, que explica el catalán oriental beç, así como el infrecuente apelativo cast. biezo ‘abedul’, aducido por el propio Schuchardt como designación dialectal del mismo árbol en Rioja, Navarra del sur y Gredos.
Obsérvese que Gómez Blázquez, estudioso del léxico y la toponimia local, incluye entre las voces vivas en el habla del pueblo biezo, con el mismo valor 'abedul', sin establecer sin embargo conexión entre este vocablo y el nombre de Becedas, para el que propone otras etimologías.
También hay estudiosos que hacen proceder el nombre de Becedas del latín vicia, español veza, legumbre. más o menos igual a la arveja. La veza es alimento del ganado. Hemos de partir pues del latín *vicieta, "lugar de vezas" sustantivo singular sacado de un antiguo *vicietu, del mismo significado. El plural Becedas puede proceder directamente del latín *vicietas o bien haber sido creado en el interior de la lengua, La grafía B no es, pues etimológica. Pueden tener el mismo origen, en formación diminutiva La Vecilla (León). Vecilla de Trasmonte (Zamora), etc.

## Geografía
Tiene una superficie de 32,2 km² y una población de 219 habitantes (2017).
Pertenece al partido judicial de Piedrahíta (IV de Ávila). En la Edad Media perteneció a la Comunidad de Villa y Tierra de Béjar, formando parte dentro de ella del Cuarto de la Sierra. Posteriormente, en 1502 fue incluida en la provincia de Salamanca, de la que fue sacada durante la reorganización provincial de Javier de Burgos, en 1833, para pasar a pertenecer a la provincia de Ávila, en la región de Castilla la Vieja.

## Demografía
Becedas cuenta con una población de 151 habitantes (INE 2024).
| Gráfica de evolución demográfica de Becedas entre 1842 y 2021                                                         |
| |
| Población de derecho según los censos de población del INE. Población de hecho según los censos de población del INE. |

## Administración y política
El alcalde actual se llama Jesús Izquierdo Martín